# Falletans
Falletans is een gemeente in het Franse departement Jura (regio Bourgogne-Franche-Comté) en telt 309 inwoners (1999). De plaats maakt deel uit van het arrondissement Dole.

## Geografie
De oppervlakte van Falletans bedraagt 25,4 km², de bevolkingsdichtheid is 12,2 inwoners per km².

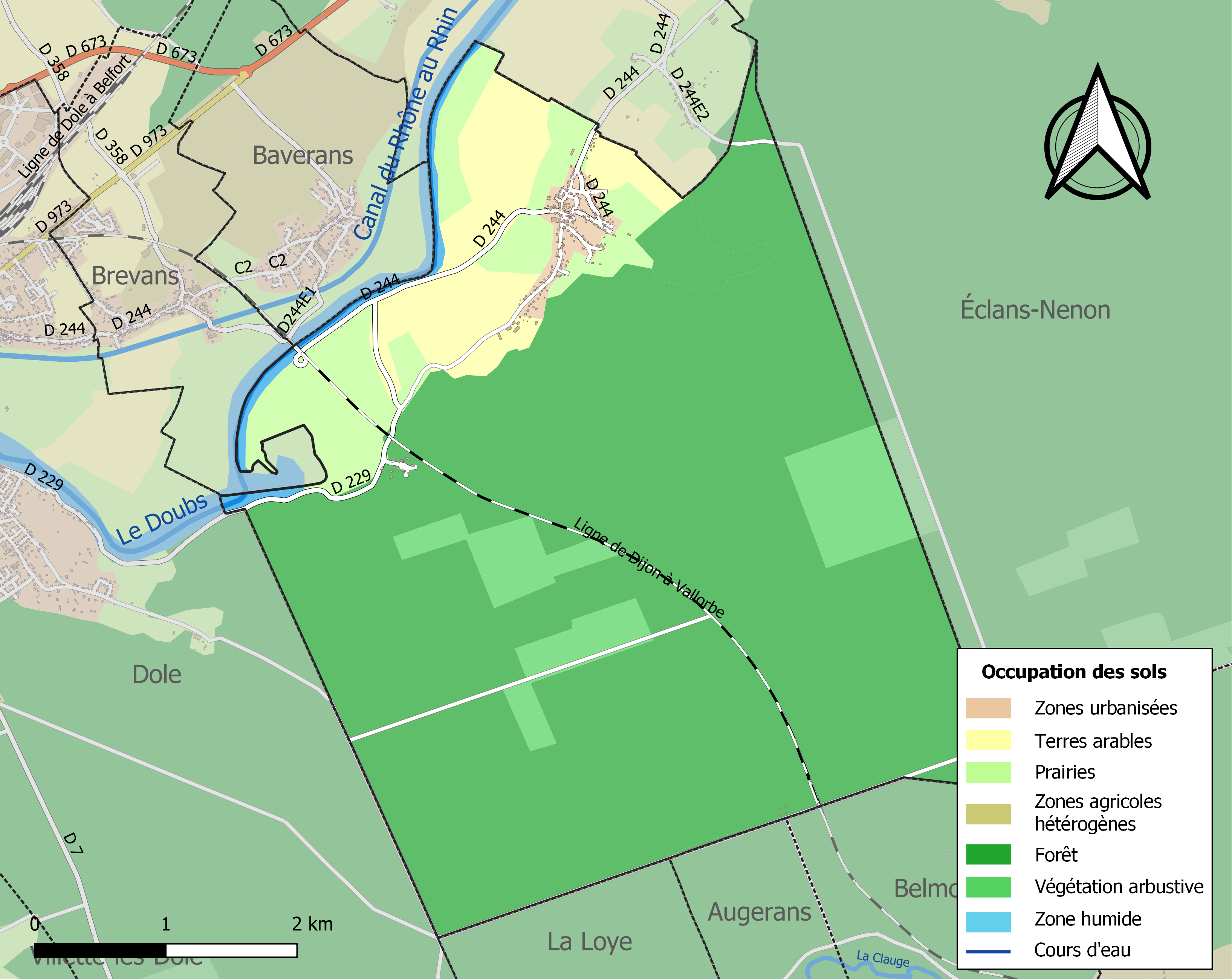
Kaart van de gemeente met de belangrijkste infrastructuur, bodemgebruik en omliggende gemeenten

## Demografie
Onderstaande figuur toont het verloop van het inwonertal (bron: INSEE-tellingen).